# Првенство Србије у хокеју на трави
Првенство Србије у хокеју на трави је највише такмичење у хокеј на трави у Републици Србији. Првенство се игра од 1991. године односно од распада СФРЈ. Од 1991. до 2003. носи назив Првенство СР Југославије, а од 2003. до 2006. Првенство Србије и Црне Горе. Након распада Србије и Црне Горе такмичење носи садашњи назив. Лигом управља Савез хокеја на трави Србије. 

## Државни прваци
| Сезона   | Првак                        |
| -------- | ---------------------------- |
| 1991/92. | ХК Зорка Суботица            |
| 1992/93. | ХК Зорка Суботица            |
| 1993/94. | ХК Зорка Суботица            |
| 1994/95. | ХК Зорка Суботица            |
| 1995/96. | ХК Зорка Суботица            |
| 1996/97. | ХК Зорка Суботица            |
| 1997/98. | ХК Зорка Суботица            |
| 1998/99. | ХК Зорка Суботица            |
| 1999/00. | ХК Зорка Суботица            |
| 2000/01. | ХК Зорка Суботица            |
| 2001/02. | ХК Свети Ђорђе               |
| 2002/03. | ХК Свети Ђорђе               |
| 2003/04. | ХК Трикотекс Суботица        |
| 2004/05. | ХК Спартак Електровојводина  |
| 2005/06. | ХК Спартак Електровојводина  |
| 2006/07. | ХК Спартак Електровојводина  |
| 2007/08. | ХК Спартак Електровојводина  |
| 2008/09. | ХК Спартак Електровојводина  |
| 2009/10. | ХК Електровојводина Нови Сад |
| 2010/11. | ХК Чукарички                 |
| 2011/12. | ХК Спартак Електровојводина  |
| 2012/13. | ХК Спартак Електровојводина  |

### Успешност клубова
| Клуб                         | Првак | Година                                                      |
| ---------------------------- | ----- | ----------------------------------------------------------- |
| ХК Зорка Суботица            | 10    | 1992, 1993, 1994, 1995, 1996, 1997, 1998, 1999, 2000, 2001. |
| ХК Спартак Електровојводина  | 7     | 2005, 2006, 2007, 2008, 2009, 2012, 2013.                   |
| ХК Свети Ђорђе               | 2     | 2002, 2003.                                                 |
| ХК Електровојводина Нови Сад | 1     | 2010.                                                       |
| ХК Чукарички                 | 1     | 2011.                                                       |
| ХК Трикотекс Суботица        | 1     | 2004.                                                       |